# Moholi-Galago
Der Moholi-Galago oder Südliche Galago (Galago moholi) ist eine Primatenart aus der Familie der Galagos (Galagonidae).

## Merkmale
Moholi-Galagos erreichen eine Kopfrumpflänge von 8 bis 20 Zentimetern, hinzu kommt noch der 18 bis 30 Zentimeter lange Schwanz. Ihr Gewicht beträgt 140 bis 230 Gramm. Ihr dichtes, wolliges Fell ist an der Oberseite grau gefärbt, der Bauch ist gelbgrau. Der Schwanz ist länger als der Rumpf, die Hinterbeine sind kräftig. Der rundliche Kopf weist die für Galagos typischen großen Augen und Ohren auf. Die Ohren sind unbehaart und können unabhängig voneinander bewegt werden.
Ihr Lautinventar ist mannigfaltig und reicht von Gluckern bis menschenähnlichem Schreien.

## Verbreitung und Lebensraum

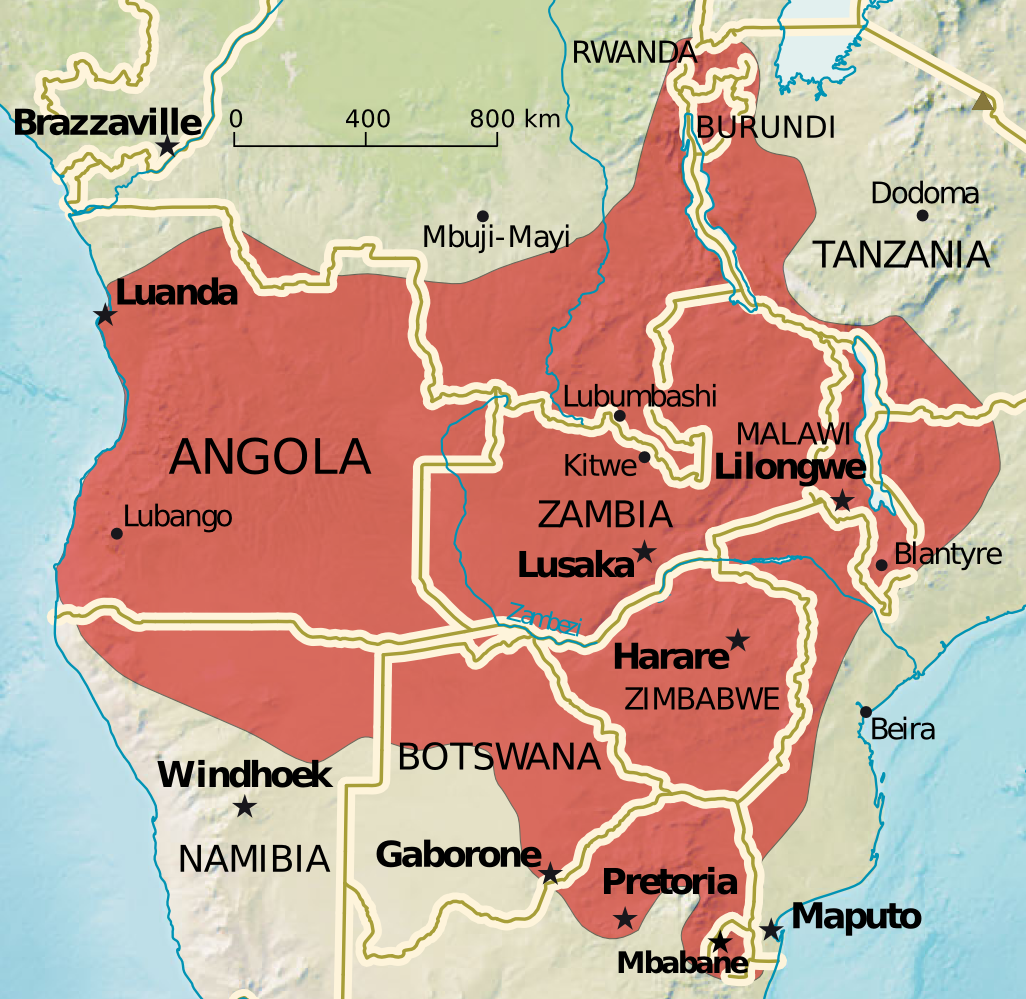
Verbreitungsgebiet des Moholi-Galagos

Moholi-Galagos sind im südlichen Afrika beheimatet. Ihr Verbreitungsgebiet reicht von Angola und dem nördlichen Tansania bis in das nördliche Namibia und Südafrika. Ihr Lebensraum sind Savannen und trockene Wälder.

## Lebensweise
Diese Primaten sind nachtaktive Baumbewohner. Sie schlafen tagsüber in selbst gemachten Blätternestern, in verlassenen Vogelnestern oder in Baumhöhlen. In der Nacht gehen sie auf Nahrungssuche, ihre Bewegungen sind flink und agil, sie bewegen sich hauptsächlich senkrecht kletternd und springend fort.
Tagsüber finden sich oft zwei bis drei Tiere an einem Schlafplatz zusammen, auf Nahrungssuche gehen sie jedoch getrennt. Die Reviere von Männchen sind mit bis zu 22 Hektar deutlich größer als die der Weibchen, die 4 bis 12 Hektar ausmachen. Sie urinieren häufig auf ihre Pfoten, um dadurch ihr Revier mit Duftstoffen zu markieren.
Sie ernähren sich vorrangig von Insekten. In kleinerem Ausmaß fressen sie auch Früchte, Samen und Blüten.

## Fortpflanzung
Das Männchen pflanzt sich mit all den Weibchen fort, deren Reviere mit seinem überlappen. In der Paarungszeit kann es darum zu heftigen Kämpfen unter den Männchen kommen.
Nach einer rund 120-tägigen Tragzeit bringt das Weibchen häufig zwei Jungtiere zur Welt. Mit drei Monaten werden sie entwöhnt und mit 9 bis 12 Monaten geschlechtsreif. Die Fortpflanzungsrate ist relativ hoch, alle 4 bis 8 Monate kann das Weibchen werfen.

## Gefährdung
Moholi-Galagos sind weit verbreitet und relativ anpassungsfähig. Derzeit dehnt sich ihr Verbreitungsgebiet sogar aus, etwa im nördlichen Südafrika. Die IUCN listet die Art als „nicht gefährdet“ (least concern).
In Europa wird die Art in Dänemark, Tschechien und GB gepflegt. 2014 gab Frankfurt die letzten deutschen Moholi-Galagos nach Prag ab.

## Belege
1. ↑  Southern lesser galago (Galago moholi). In: Wildsolutions. Abgerufen am 18. Februar 2023 (amerikanisches Englisch, Viele verschiedene Tondateien zum anhören).
2. ↑    ZTL 18.6